# Плазмен двигател
Плазмен двигател, познат и като двигател с ефект на Хол, е вид йонен двигател, използван за задвижване на космически спътници. Тези двигатели са разработени през 50-те и 60-те години на 20 век едновременно в САЩ и СССР. Двигателите се използват активно на космическите апарати от 1972 г.
Принципът им на действие се състои в улавянето на електрони чрез магнитно поле. Електроните йонизират пропеланта, и от своя страна неговите йони създават тяга.
Плазмените двигатели могат да ускоряват до 15 – 30 km/s, и произвеждат около 1 N тяга. Някои съвременни руски плазмени двигатели (СПД-290) имат мощност до 30 kW. Плазмените двигатели са използвани за задвижване на редица спътници, сред които SMART-1, както и на спътниците от системата Starlink (които използват криптон).